# Treptacantha sauvageauana
Espèce
Treptacantha sauvageauana (basionyme : Cystoseira sauvageauana) est une espèce d’algues brunes de la famille des Sargassaceae.

## Nomenclature
Treptacantha sauvageauana a pour synonymes selon AlgaeBase (30 août 2020) :
- synonyme homotypique :
  - Cystoseira sauvageauana Hamel, 1939 (basionyme) ;
- synonymes hétérotypiques :
  - Cystoseira selaginoides var. polyoedematis Sauv., 1912 ;
  - Cystoseira sauvageauana var. polyoedematis (Sauv.) Hamel, 1939 ;
  - Cystoseira sicula Schiffn. ex Gerloff & Nizam. 1976 ;

et selon World Register of Marine Species (30 août 2020) :
- Cystoseira sauvageauana f. polyoedematis (Sauvageau) Hamel, 1939 ;
- Cystoseira selaginoides var. polyoedematis Sauvageau, 1912 ;
- Cystoseira sicula Schiffner ex Gerloff & Nizamuddin, 1976.

## Sous-espèces, formes et variétés
Selon Worms :
- Forme Cystoseira sauvageauana f. polyoedematis (Sauvageau) Hamel, 1939 = Cystoseira sauvageauana Hamel, 1939
- Variété Cystoseira sauvageauana var. gibraltarica (Sauvageau) Hamel, 1939 = Cystoseira mauritanica Sauvageau, 1911

## Distribution
Cystoseira sauvageauana se développe le long des côtes de la mer Méditerranée ainsi qu'aux îles du Cap-Vert.

## Écologie
Elle se développe en surface dans des milieux abrités, ainsi que plus profondément dans les herbiers de posidonie.

### Treptacantha sauvageauana(Hamel) Orellana & Sansón, 2019
- (en) AlgaeBase : espèce Treptacantha sauvageauana (Hamel) Orellana & Sansón, 2019 (consulté le 30 août 2020)

### Cystoseira sauvageauanaHamel, 1939
- (en) AlgaeBase : espèce Cystoseira sauvageauana Hamel, 1939 Non valide (consulté le 30 août 2020)
- (fr + en) GBIF : Cystoseira sauvageauana Hamel, 1939 (consulté le 30 août 2020)
- (en) IRMNG : Cystoseira sauvageauana Hamel, 1939 (consulté le 30 août 2020)
- (fr) SeaLifeBase : espèce Cystoseira sauvageauana Hamel, 1939 (+ noms communs) (consulté le 30 août 2020)
- (fr) INPN : Cystoseira sauvageauana Hamel, 1939 (TAXREF)  (consulté le 30 août 2020)
- (en) WoRMS : espèce Cystoseira sauvageauana Hamel, 1939 (consulté le 30 août 2020)